# Elijah Wood
Elijah Jordan Wood (Cedar Rapids, Iowa, 28 de enero de 1981), conocido como Elijah Wood, es un actor de cine y televisión estadounidense. Debutó con un papel menor en Back to the Future Part II (1989), y después consiguió una serie de papeles cada vez más relevantes, como en Flipper, que le convirtieron en un actor infantil aclamado por la crítica a la edad de nueve años, y fue nominado para varios Premios Young Artist. Es conocido especialmente por su papel como Frodo Bolsón en la trilogía de El Señor de los Anillos (2001-2003). Después de esto, ha interpretado papeles variados en películas que han sido bien recibidas por los críticos, como Eternal Sunshine of the Spotless Mind (2004), Sin City (2005), Green Street Hooligans (2005), Bobby (2006), Everything Is Illuminated (2006) y Grand Piano (2013).[cita requerida]
Wood protagonizó la película Day Zero (2007) y prestó voz a Mumble, en la película animada Happy Feet, personaje que le traería el cariño de los más pequeños de la casa. En 2011, retomó su personaje en la secuela Happy Feet Two. También le prestó voz a 9, personaje principal de la película de ciencia ficción de Tim Burton 9. Interpretó a un turista estadounidense convertido en vampiro, en Paris, je t'aime. En 2005, creó su propio sello discográfico, Simian Records. Hizo el doblaje de Spyro en La leyenda de Spyro. Desde 2011, ha interpretado al personaje principal de la versión estadounidense de la serie de televisión de humor negro Wilfred. Desde 2012, da voz al personaje Beck de Tron: Uprising, a Sigma en la décima temporada de Red vs. Blue y, más recientemente, al personaje Wirt en la aclamada miniserie de Cartoon Network Over the Garden Wall (2014).[cita requerida]

## Infancia
Elijah tiene ascendencia inglesa, austriaca, alemana y danesa. Es el segundo de los tres hijos de Warren W. y Debra D. Wood (nacida Krause), dependientes de una delicatessen; su hermano Zachariah Zach Wood es siete años mayor, y él antecede por dos a su hermana, la también actriz Hannah Wood. Nació y creció en Cedar Rapids (Iowa). Fue criado como católico.
A la edad de 7 años, Elijah comenzó a ejercer de modelo y a tomar clases de piano de Marlene Loftsgaarden en su ciudad. Se subió por primera vez a un escenario en la escuela elemental, con la obra The Sound of Music. Al año siguiente se confirmó con el mago protagonista de El maravilloso Mago de Oz. También actuó, ya profesionalmente, como chico del coro en un montaje de See How They Run producido por el Marion Creative Council.

## Carrera

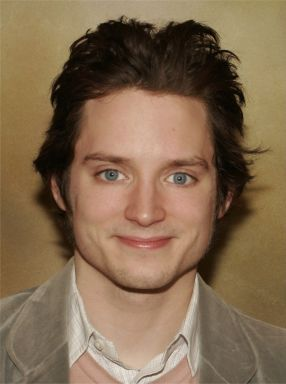
Wood en febrero de 2006

Wood comenzó e hizo publicidad local antes de la mudanza con su familia a Los Ángeles en 1988. Allí consiguió su primer papel: un pequeño papel en un vídeo de Paula Abdul dirigido por David Fincher: «Forever Your Girl». Su siguiente trabajo fue al año siguiente en Back to the Future Part II (1989). En 1992, interpretó al extrovertido hijo de Jamie Lee Curtis en Eternamente joven, protagonizada por Mel Gibson y bajo la dirección de Steve Miner. En 1993 protagonizó la película Las aventuras de Huckleberry Finn. Más tarde, apareció en el videoclip de «Ridiculous Thoughts» (The Cranberries, 1995).

### Frodo enEl Señor de los Anillos
En el año 2001 su carrera cambió completamente al ser elegido para el papel de Frodo Bolsón en la trilogía de Peter Jackson sobre El Señor de los Anillos rodada conjuntamente en Nueva Zelanda en los años precedentes. Era la película más esperada de Wood, coprotagonizada por Ian Mckellen, Viggo Mortensen, Sean Bean, Liv Tyler, Sean Astin, Christopher Lee, Billy Boyd y Dominic Monaghan, John Rhys-Davies, Orlando Bloom, Cate Blanchett, Ian Holm y Andy Serkis.
Un año más tarde, en 2002, se estrenó El Señor de los Anillos: las dos torres, segunda entrega de la serie. La película recibió críticas favorables y fue un gigantesco éxito de taquilla, ingresando más de 926 millones de dólares en todo el mundo, superando a su predecesora, que había ingresado más de 871 millones. En 2003, Wood apareció también en la tercera y última entrega de la serie, El Señor de los Anillos: el retorno del Rey, que superó el éxito de taquilla de las dos primeras, ingresando 1.119.110.941 dólares en todo el mundo.
Al terminar la filmación Jackson le dio dos regalos: uno de los anillos usados en el set y Dardo, la espada de Frodo. También se llevó un par de las prótesis de «pies de hobbit» que usó durante el rodaje. Wood tiene un tatuaje de la palabra «nueve», escrita en alfabeto tengwar, pero en el idioma inglés (en lugar de quenya o sindarin como se cree) por debajo de la cintura en el lado derecho, una referencia a su personaje en la Comunidad del Anillo. Es simplemente una coincidencia que más tarde protagonizara 9. Los otros actores de la Comunidad, con la excepción de John Rhys-Davies, se hicieron el mismo tatuaje. El doble de acrobacias de Rhys-Davies tiene el tatuaje en su lugar, por lo que entre el elenco se suele afirmar que todos los miembros de la Comunidad tienen un tatuaje.
Él y otros miembros del elenco se hicieron muy amigos durante la filmación, especialmente de Sean Astin.[cita requerida]

### Años posteriores
En 2011 trabajó en su primera serie de televisión, titulada Wilfred, una serie de humor negro y remake de una homónima australiana, donde Ryan (Elijah) ve al perro de su vecina como un humano, siendo el único en hacerlo.
Participó en el cortometraje Fight for Your Right (Revisited) de los Beastie Boys. También fue la voz de Wirt en la miniserie animada Más allá del jardín producida por Cartoon Network.

## Vida personal
En una entrevista sobre Todo está iluminado, el director Liev Schreiber comentó que Wood tiene una «generosidad de espíritu» y una «bondad simple como un ser humano». Ha apoyado varias campañas de caridad, como Keep a Child Alive o ALDO/YouthAIDS. Wood es un gran melómano: tiene una colección de cuatro mil discos. Cita a The Smashing Pumpkins como su banda favorita. El 23 de abril de 2010 el actor estuvo en la localidad de Curepto (Chile), una de las más afectadas por el terremoto de 8,8 grados del día 27 de febrero, para visitar a los damnificados de ese terremoto, acompañado en esa ocasión por la primera dama de Chile, la señora Cecilia Morel.
Mantuvo una relación con la actriz alemana Franka Potente, a la que conoció en el set de la película Todo lo que quiero. Mantuvo una relación con la baterista y bailarina Pamela Jintana Racine, desde el 2005 hasta el 2010.
En mayo de 2006, Autograph Collector Magazine publicó su lista de los diez mejores y diez peores autógrafos, Wood ocupó el puesto número siete entre los mejores.
Wood es un católico practicante. En 2019, tuvo su primer hijo con la productora danesa Mette-Marie Kongsved.

## Filmografía

### Cine
| Año  | Película                                         | Personaje                                   | Director                                      |
| ---- | ------------------------------------------------ | ------------------------------------------- | --------------------------------------------- |
| 1989 | Back to the Future Part II                       | Mickey (chico de la máquina de tiro)        | Robert Zemeckis                               |
| 1990 | Avalon                                           | Michael Kaye                                | Barry Levinson                                |
| 1990 | Internal Affairs                                 | Sean Stretch                                | Mike Figgis                                   |
| 1991 | Un lugar llamado Paraíso                         | Willard Young                               | Mary Agnes Donoghue                           |
| 1992 | Eternamente joven                                | Nat Cooper                                  | Steve Miner                                   |
| 1992 | Day-O                                            | Dayo                                        | Michael Schultz                               |
| 1992 | La fuerza de la ilusión                          | Mike                                        | Richard Donner                                |
| 1993 | Las aventuras de Huckleberry Finn                | Huckleberry Finn                            | Stephen Sommers                               |
| 1993 | El buen hijo                                     | Mark Evans                                  | Joseph Ruben                                  |
| 1994 | Un muchacho llamado Norte                        | Norte                                       | Rob Reiner                                    |
| 1994 | La guerra                                        | Stuart Stu Simmons                          | Jon Avnet                                     |
| 1996 | Flipper                                          | Sandy Ricks                                 | Alan Shapiro                                  |
| 1997 | Oliver Twist                                     | Artful Dodger                               | Tony Bill                                     |
| 1997 | La tormenta de hielo                             | Mikey Carver                                | Ang Lee                                       |
| 1998 | The Faculty                                      | Casey Connor                                | Robert Rodriguez                              |
| 1998 | Deep Impact                                      | Leo Biederman                               | Mimi Leder                                    |
| 1999 | Black and White                                  | Wren                                        | James Toback                                  |
| 1999 | El olvidado mundo de Barney                      | Barney Snow                                 | Martin Duffy                                  |
| 2000 | Enredos en cadena                                | Mikey                                       | Pontus Löwenhielm y Patrick von Krusenstjerna |
| 2001 | El Señor de los Anillos: la Comunidad del Anillo | Frodo Bolsón                                | Peter Jackson                                 |
| 2002 | Todo lo que quiero                               | Jones Dillon                                | Jeffrey Porter                                |
| 2002 | Miércoles de Ceniza                              | Sean Sullivan                               | Edward Burns                                  |
| 2002 | El Señor de los Anillos: las dos torres          | Frodo Bolsón                                | Peter Jackson                                 |
| 2003 | El Señor de los Anillos: el retorno del Rey      | Frodo Bolsón                                | Peter Jackson                                 |
| 2003 | Spy Kids 3-D: Game Over                          | El Sujeto                                   | Robert Rodriguez                              |
| 2004 | Eternal Sunshine of the Spotless Mind            | Patrick                                     | Michel Gondry                                 |
| 2005 | Todo está iluminado                              | Jonathan Safran Foer                        | Liev Schreiber                                |
| 2005 | Green Street Hooligans                           | Matt Buckner                                | Lexi Alexander                                |
| 2005 | Sin City                                         | Kevin                                       | Robert Rodriguez y Frank Miller               |
| 2005 | Las crónicas de Narnia                           | Andrew Adamson, Michael Apted, Joe Johnston | Lexi Alexander                                |
| 2006 | Happy Feet                                       | Mumble                                      | George Miller                                 |
| 2006 | Paris, je t'aime!                                | David                                       | Alfonso Cuarón                                |
| 2006 | Bobby                                            | William Avary                               | Emilio Estévez                                |
| 2007 | Los crímenes de Oxford                           | Martin                                      | Álex de la Iglesia                            |
| 2007 | Day Zero                                         | Aaron Feller                                | Bryan Gunnar Cole                             |
| 2009 | 9                                                | 9                                           | Shane Acker                                   |
| 2010 | The Romantics                                    | Chip                                        | Galt Neiderhoffer                             |
| 2010 | La leyenda de Spyro, el Dragón                   | Spyro                                       | Steve y Daniel Altiere                        |
| 2011 | Happy Feet Two en 3D                             | Mumble                                      | George Miller                                 |
| 2012 | Maniac                                           | Frank Zito                                  | Franck Khalfoun                               |
| 2012 | El hobbit: Un viaje inesperado                   | Frodo Bolsón (cameo)                        | Peter Jackson                                 |
| 2012 | Red vs. Blue                                     | IA Sigma                                    |                                               |
| 2013 | Pawn Shop Chronicles                             | Johnny Shaw                                 | Wayne Kramer                                  |
| 2013 | Grand Piano                                      | Tom Selznick                                | Eugenio Mira                                  |
| 2013 | Revenge for Jolly!                               | Thomas                                      | Chado Harbold                                 |
| 2013 | Black Wings Has My Angel                         | Eddie Arceneaux                             | Alfonso Pineda Ulloa                          |
| 2014 | Cooties                                          | Clint                                       | Ace Norton                                    |
| 2014 | Open Windows                                     | Nick Chambers                               | Nacho Vigalondo                               |
| 2015 | The Last Witch Hunter                            | Roland                                      | Breck Eisner                                  |
| 2016 | Policías corruptos                               | David Waters                                | Alex Brewer, Benjamin Brewer                  |
| 2017 | I Don't Feel at Home in This World Anymore       | Tony                                        | Macon Blair                                   |
| 2019 | Come to Daddy                                    | Norval                                      | Ant Timpson                                   |
| 2021 | No Man of God                                    | Bill Hagmaier                               | Amber Sealey                                  |
| 2023 | The Toxic Avenger                                | Fritz Garbinger                             | Macon Blair                                   |
| 2024 | Bookworm                                         | Strawn Wise                                 | Ant Timpson                                   |
| 2025 | El mono                                          | Ted Hammerman                               | Osgood Perkins                                |

### Televisión
| Año        | Título                                     | Papel                | Notas                                                                            |
| ---------- | ------------------------------------------ | -------------------- | -------------------------------------------------------------------------------- |
| 1994       | Frasier                                    | Ethan                | Voz en «Adivina quién viene de vacaciones».                                      |
| 1996       | Homicide: Life on the Street               | McPhee Broadman      | «Prueba de la verdad».                                                           |
| 1996       | Adventures from the Book of Virtues        | Icarus               | Voz en «Responsabilidad».                                                        |
| 2002       | Franklin                                   | Coyote               | Voz.                                                                             |
| 2002       | The Electric Playground                    |                      |                                                                                  |
| 2003       | Saturday Night Live                        | Invitado             |                                                                                  |
| 2003       | Storyline Online                           |                      | (1 episodio)                                                                     |
| 2004       | The Osbournes                              | Él mismo             |                                                                                  |
| 2004       | ER                                         | Invitado             |                                                                                  |
| 2004       | King of the Hill                           | Jason                | Voz en «Girl, You'll Be a Giant Soon».                                           |
| 2006       | Un agente de familia                       | Ethan                | Voz en «Iced, Iced Babies».                                                      |
| 2006       | Punk'd                                     | Él mismo             |                                                                                  |
| 2006       | Saving a Species: The Great Penguin Rescue | Anfitrión y narrador | Especial de televisión.                                                          |
| 2006       | American Dad!                              | Ethan                | Voz. (1 episodio)                                                                |
| 2006       | Freak Show                                 | Freak Mart Squirrel  | Voz. (1 episodio)                                                                |
| 2006, 2011 | Robot Chicken                              | Varios personajes    | Voz. (2 episodios)                                                               |
| 2007       | Yo Gabba Gabba!                            | Él mismo             |                                                                                  |
| 2007       | Horrid Henry                               | Horrid Henry         | U.S. Dub 2007–present                                                            |
| 2008       | Friday Night Project                       | Él mismo             | Anfitrión invitado.                                                              |
| 2008       | Jack Osbourne: Adrenaline Junkie           | Él mismo             | Se convirtió en la primera persona en cruzar las cataratas Victoria con cuerdas. |
| 2009       | Saturday Night Live                        | Él mismo             | SNL Digital Short Threw It On The Ground                                         |
| 2010       | Padre de familia                           | Él mismo             | Voz en «Brian Griffin's House of Payne».                                         |
| 2010       | World War II                               | Andy Rooney          | Voz.                                                                             |
| 2010       | Glenn Martin DDS                           | Chester Chislehurst  | Voz (1 episodio)                                                                 |
| 2011       | The Graham Norton Show                     | Él mismo             | Invitado.                                                                        |
| 2011       | Funny or Die Presents...                   | James                | (1 episodio)                                                                     |
| 2011-2014  | Wilfred                                    | Ryan Newman          | Serie de televisión. Personaje principal (49 episodios)                          |
| 2012       | Treasure Island                            | Ben Gunn             | Miniserie de televisión en dos episodios.                                        |
| 2012       | Transformers: Prime                        | Bumblebee            | Voz.                                                                             |
| 2012-2013  | Tron: Uprising                             | Beck                 | Voz. (19 episodios)                                                              |
| 2013       | Peter Panzerfaust                          | Peter                | Voz (1 episodio)                                                                 |
| 2014       | Over the Garden Wall                       | Wirt                 | Voz. (10 episodios)                                                              |
| 2016-2017  | Dirk Gently's Holistic Detective Agency    | Todd Brotzman        | Coprotagonista. (18 episodios)                                                   |
| 2018-2020  | Star Wars Resistance                       | Jace Rucklin         | Voz. (10 episodios)                                                              |
| 2023       | Yellowjackets                              | Walter               | Recurrente. (5 episodios)                                                        |

### Videojuegos
| Año  | Título                                      | Papel            | Notas |
| ---- | ------------------------------------------- | ---------------- | --- |
| 2002 | El Señor de los Anillos: las dos torres     | Frodo Bolsón     | Voz. |
| 2003 | El Señor de los Anillos: el retorno del Rey | Frodo Bolsón     | Voz |
| 2006 | La leyenda de Spyro: Un nuevo comienzo      | Spyro, el dragón | Voz del personaje principal del videojuego. |
| 2007 | La leyenda de Spyro: la noche eterna        | Spyro, el dragón | Voz del personaje principal del videojuego. |
| 2008 | La leyenda de Spyro: la fuerza del dragón   | Spyro, el dragón | Voz del personaje principal del videojuego. |
| 2010 | God of War III                              | Deimos           | Deimos, hermano del protagonista Kratos, no aparece en God of War III. Sin embargo, su voz se escucha en una parte del juego en la que Kratos está dentro de su propia psique. |
| 2014 | Broken Age                                  | Shay Volta       | Voz del personaje principal del videojuego. |

## Videoclips
- "Forever your girl" (1989) de Paula Abdul
- "Ridiculous Thoughts" (1995) de The Cranberries
- "How the Day Sounds" (2009) de Greg Laswell
- "Tiny Tortures" (2012) de Flying Lotus
- "Dance Floor" (2012) de The Apples In Stereo

## Premios
Premios del Sindicato de Actores
| Año  | Categoría     | Película                                         | Resultado |
| ---- | ------------- | ------------------------------------------------ | --------- |
| 2001 | Mejor reparto | El Señor de los Anillos: la Comunidad del Anillo | Candidato |
| 2002 | Mejor reparto | El Señor de los Anillos: las dos torres          | Candidato |
| 2003 | Mejor reparto | El Señor de los Anillos: el retorno del Rey      | Ganador   |

Premios Young Artist
| Año  | Categoría                                    | Película                | Resultado |
| ---- | -------------------------------------------- | ----------------------- | --------- |
| 1992 | Premio Young Artist al Actor Principal Joven | La fuerza de la ilusión | Ganador   |

Premios Saturn
| Año  | Resultados | Award        | Categoría / Receptor                    |
| ---- | ---------- | ------------ | --------------------------------------- |
| 1992 | Ganador    | Saturn Award | Mejor actuación joven por The Good Son. |

2012: Premio Máquina del Tiempo del Festival de Cine de Sitges.